# 1Lib1Ref

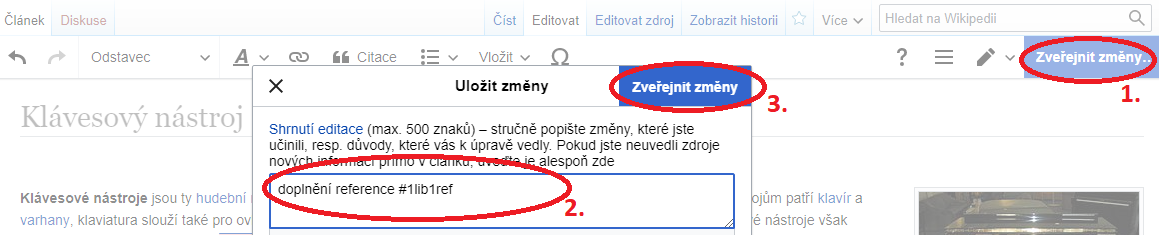
Doplňování reference na české Wikipedii

#1Lib1Ref je výzva na internetové encyklopedii Wikipedii, jejímž smyslem je zapojení knihovníků do psaní Wikipedie formou doplňování zdrojů do článků.
Poprvé byla výzva spuštěna v lednu 2016 při příležitosti 15. výročí založení Wikipedie. Na české Wikipedii výzva poprvé proběhla v lednu 2017, po pětileté pauze pak byla spuštěna opět v lednu 2022 a od té doby se její konání několikrát zopakovalo.